# Cecilia Payne-Gaposchkin

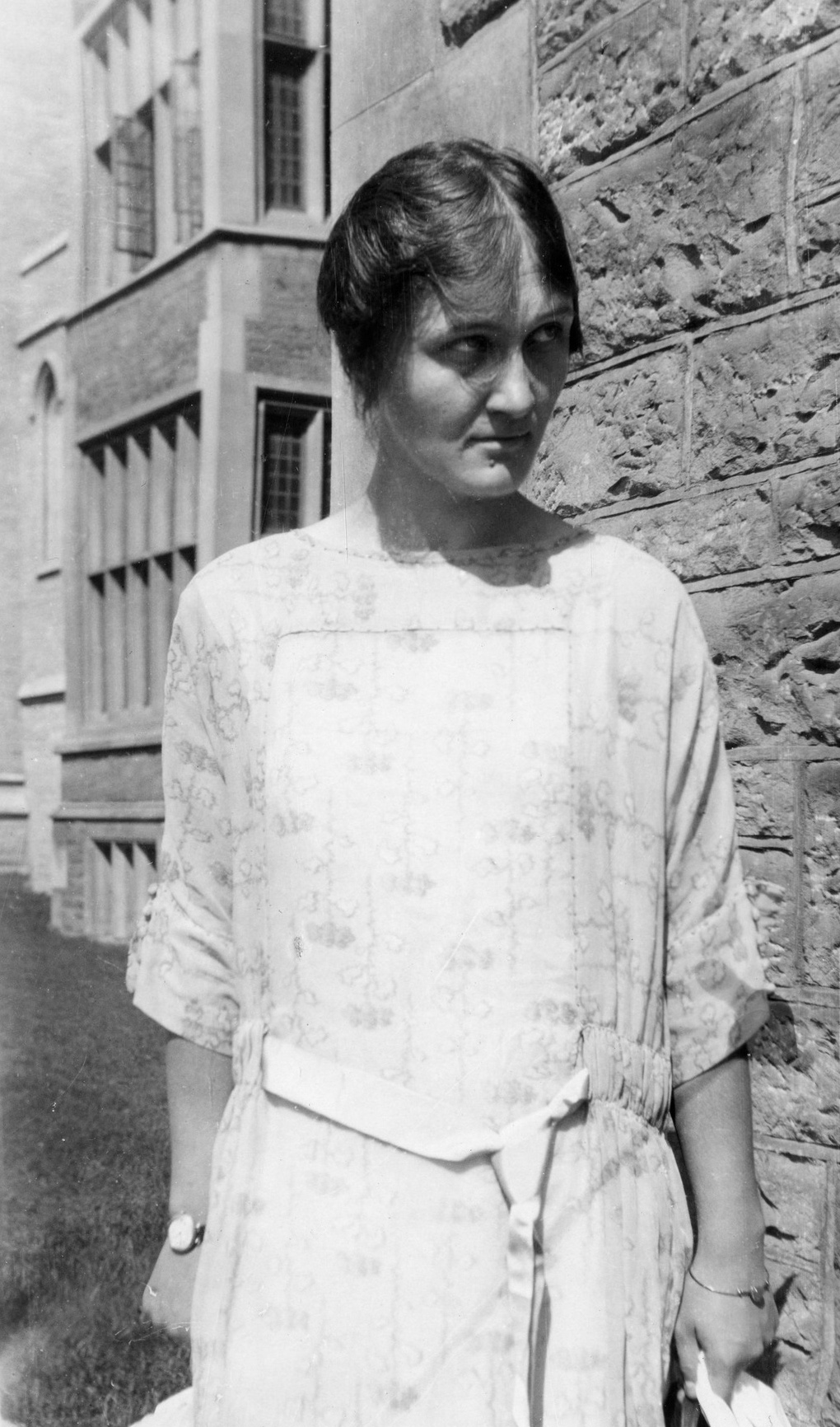
Payne-Gaposchkin

Cecilia Payne-Gaposchkin, född 10 maj 1900 i Wendover i Buckinghamshire, död 7 december 1979 i Cambridge i Massachusetts, var en brittisk astronom. Hon var 1925 den första att visa att solen till allra största del består av väte, vilket stred mot den dåtida uppfattningen att solen huvudsakligen bestod av järn. Slutsatsen accepterades dock 1929, genom att erkände astronomen Henry Norris Russell kommit till samma slutsats.

## Biografi

### Uppväxt och tidigt yrkesliv
Cecilia Payne föddes och växte upp i England. Hon studerade vid universitetet i Cambridge där hon fullföljde sina studier. Hon tog dock ingen examen, eftersom Cambridge inte tillät kvinnor att ta examen förrän 1948. 
Payne insåg att hennes enda karriäralternativ i Storbritannien var att bli lärare, så hon letade efter stipendier som skulle göra det möjligt för henne att flytta till USA. 1923 rekryterades hon till Harvard College Observatory av Harlow Shapley och emigrerade till USA för att starta ett nytt liv. Vid observatoriet lärde hon bland annat känna de döva astronomerna Annie Jump Cannon och Henrietta Swan Leavitt. 

### Doktorsavhandlingen
Shapley övertalade Payne att skriva en doktorsavhandling, och 1925 blev hon filosofie doktor i astronomi. Hennes avhandling hette Stellar Atmospheres; A Contribution to the Observational Study of High Temperature in the Reversing Layers of Stars. I sin doktorsavhandling föreslog hon att skillnaderna i styrka hos absorptionslinjerna i stjärnspektrat beror på skillnader i temperatur, snarare än kemisk sammansättning.
I avhandlingen drog Payne även slutsatsen att väte var den vanligaste beståndsdelen i solen och i andra stjärnor, vilket skulle göra väte till det vanligaste grundämnet i universum. Astronomen Henry Norris Russell övertalade dock Payne att stryka slutsatsen från avhandlingen, eftersom det skulle motsäga den tidens vetenskapliga konsensus. Russell insåg några år senare att Payne hade haft rätt, efter hans egen forskning kom till samma slutsats. Och även om Russell erkände Paynes tidigare bidrag i slutet av sin korta uppsats från 1929, ges äran för upptäckten i allmänhet till honom snarare än till henne.

### Senare liv och privatliv
Den senare delen av sin karriär ägnade hon åt att försöka förstå Vintergatan. Tillsammans med sin man och ett forskarlag utförde hon 1,25 miljoner observationer av variabla stjärnor i Vintergatan, samt ytterligare 2 miljoner variabelobservationer i Magellanska molnen. Forskningen blev en pusselbit i kunskapen om stjärnornas livscykler.
1931 blev Payne amerikansk medborgare, och två år senare träffade hon den ryskfödde kollegan Sergei Gaposchkin i Tyskland vid en rundresa i Europa. De flyttade till USA, gifte sig 1934 och fick tre barn. 

## Erkännande
År 1956 fick Payne som första kvinna en professur vid Harvard.
Astronomen Otto Struve beskrev 1962 Paynes arbete som "den mest lysande doktorsavhandling som någonsin skrivits inom astronomi".
Asteroiden 2039 Payne-Gaposchkin är uppkallad efter henne.